# PSG (groupe)
Pour les articles homonymes, voir PSG (homonymie).
Le trio PSG est un groupe de musique bretonne, créé à l'origine par 3 guitaristes qui ont donné leurs initiales au nom du groupe : Jacques Pellen, Soïg Sibéril, Jean-Charles Guichen.

## Biographie
En 1996, trois guitaristes, « pointures de la musique bretonne », forment un trio acoustique avec les lettres de leurs noms : Pellen, Sibéril, Guichen. Ils interprètent principalement des danses bretonnes (gavottes, ronds, plinns, ridées, scottisches...) et des compositions personnelles qui mettent en avant leur instrument. Le sonneur Gaby Kerdoncuff leur a écrit An Dro PSG.
En 2001, la composition du groupe change, Patrice Marzin remplaçant désormais Jacques Pellen. Il apporte la même touche d'improvisation et quelques sons de guitare électrique. Cette nouvelle formation enregistre un album sorti en novembre 2002.
Ils se produisent en concert et en fest-noz, dont le Cyber fest-noz 2004.

## Discographie
- 1998 : Kerden - Cordes de Bretagne
- 2002 : Trio PSG - Marzin / Sibéril / Guichen (édition Coop Breizh)